# Reserve Fund for Future Generation
Le Reserve Fund for Future Génération est un fonds souverain du Koweït. Il a été créé en 1976 pour diversifier l’économie koweïtienne et remplacer la rente pétrolière par une rente financière, une prévoyance qui tranche avec le comportement de cigales de nombreuses monarchies pétrolières voisines. Il est alimenté par 10 % des recettes pétrolières.

## Gestion
Le fonds est géré par la Kuwait Investment Authority (KIA), dont le relais en Europe est le Koweit Investment Office (KIO) basé à Londres.

## Encours et participations
En 2007, la KIA gère 213 milliards $ d’actifs dont 80 % alloués au seul fonds Reserve Fund for Future Generation (soit environ 170 milliards $). Sur ces montants, environ 53 % sont investis en Amérique du Nord, 32 % en Europe, seulement 9 % en Asie avec une part de plus en plus importante en Chine et 6 % dans les autres pays émergents.
En 2006, les fonds gérés par la KIA ont eu un rendement de 13 % ce qui représente, en montant, le tiers du PNB du Koweit.

### Sources
- Les Echos du 12 novembre 2007, page 11.